# Aleglitazar
Aleglitazar è un agonista dei recettori attivati da proliferatori perossisomiali con affinità per i recettori PPARα and PPARγ, che è stato sviluppato dalla casa farmaceutica Hoffmann-La Roche per il trattamento del diabete mellito di tipo 2 . Lo studio e sviluppo del farmaco è stato interrotto dalla società produttrice nel 2013 per il verificarsi di alcuni problemi legati alla sicurezza (prevalentemente tossicità renale) ma anche all'efficacia del farmaco.

## Farmacodinamica
Il PPAR (peroxisome proliferator-activated receptor) è stato per lungo tempo un obiettivo attraente per la terapia antidiabetica, a causa del ruolo da esso esercitato nel controllo glicemico e nel metabolismo dei lipidi.
La molecola, infatti, stante le sue proprietà farmacodinamiche, agisce sia sulla sensibilizzazione dei tessuti all'insulina, come i tiazolidindioni (ad esempio il rosiglitazone oppure il pioglitazone), sia sul metabolismo lipidico, come i fibrati.
Aleglitazar grazie alla sua azione agonista sui recettori PPARα controlla e riduce le concentrazioni dei lipidi ematici, migliorando così la dislipidemia, mentre l'azione agonista sui recettori PPARγ determina un buon controllo della glicemia e comporta un miglioramento della sensibilità dei tessuti periferici all'azione dell'insulina.
Negli studi sperimentali in fase II, il trattamento con aleglitazar ha infatti dimostrato una adeguata riduzione dell'iperglicemia e nel contempo una modificazione in senso favorevole delle concentrazioni delle HDL e dei trigliceridi.
In particolare lo studio SYNCHRONY ha evidenziato cambiamenti favorevoli più marcati sia dei parametri lipidici sia del miglioramento del controllo glicemico con aleglitazar rispetto a pioglitazone. 
Questo stesso studio sembra indicare che il farmaco riduca anche la concentrazione di emoglobina A1C in misura più marcata rispetto al pioglitazone.
Questi dati diedero vita ad un ulteriore studio (ALECARDIO trial), disegnato con il fine di analizzare se l'aggiunta di aleglitazar alla terapia medica standard riduceva il rischio di morbilità e mortalità cardiovascolare nei pazienti con diabete mellito di tipo 2 ed un recente evento di sindrome coronarica acuta.
Lo studio mise in evidenza che questo approccio terapeutico non riduceva il rischio di eventi cardiovascolari.

## Farmacocinetica
In uno studio di farmacocinetica i pazienti sono stati seguiti per un periodo di trattamento di circa 6 settimane, randomizzandoli al dosaggio giornaliero di 20, 50, 100, 300, 600 o 900 mg di aleglitazar. La concentrazione plasmatica massima (Cmax) è stata raggiunta dopo circa 3 ore (Tmax) dall'assunzione. L'emivita varia tra le 5 e le 9 ore e sembra essere almeno in parte dose dipendente. Non è stato osservato alcun tipo di accumulo nell'organismo.
Allo stato attuale non è chiaro quale sia il meccanismo con il quale il composto venga metabolizzato nell'organismo, tuttavia uno studio di farmacocinetica del 2012 eseguito con aleglitazar radiomarcato C14 ha evidenziato che il composto è eliminato prevalentemente nelle feci (circa il 66%, range, 55%-74%), con solo un 28%  (range, 22%-36%) per via urinaria.

## Usi clinici
Il composto è stato oggetto di studio per il trattamento e la modificazione dei fattori di rischio cardiovascolare nonché per il miglioramento del controllo glicemico in pazienti affetti da diabete mellito di tipo 2 (T2DM).

## Effetti collaterali e indesiderati
Il farmaco ha mostrato alcuni effetti avversi tipici della classe di appartenenza e dose dipendenti. Fra questi in particolare la comparsa di edemi periferici, secondari a ritenzione idrica, aumento di peso e comparsa di insufficienza cardiaca congestizia.

## Dosi terapeutiche
I ricercatori hanno proposto l'assunzione di un dosaggio orale pari a 150 µg di Aleglitazar, una volta al giorno, per la riduzione del rischio cardiovascolare in pazienti con sindrome coronarica post-acuta.